# جاده ۸۰ ایالات متحده آمریکا
جاده ۸۰ ایالات متحده آمریکا (انگلیسی: U.S. Route 80) یکی از بزرگراه‌های اصلی سیستم بزرگراهی ایالت متحده آمریکا است که به طول ۱۶۶۶ کیلومتر از تایبی آیلند، جورجیا شروع و در مسکیت، تگزاس به پایان می‌رسد. این بزرگراه جنوب شرقی آمریکا را به مرکز این کشور متصل می‌کند.

## نگارخانه

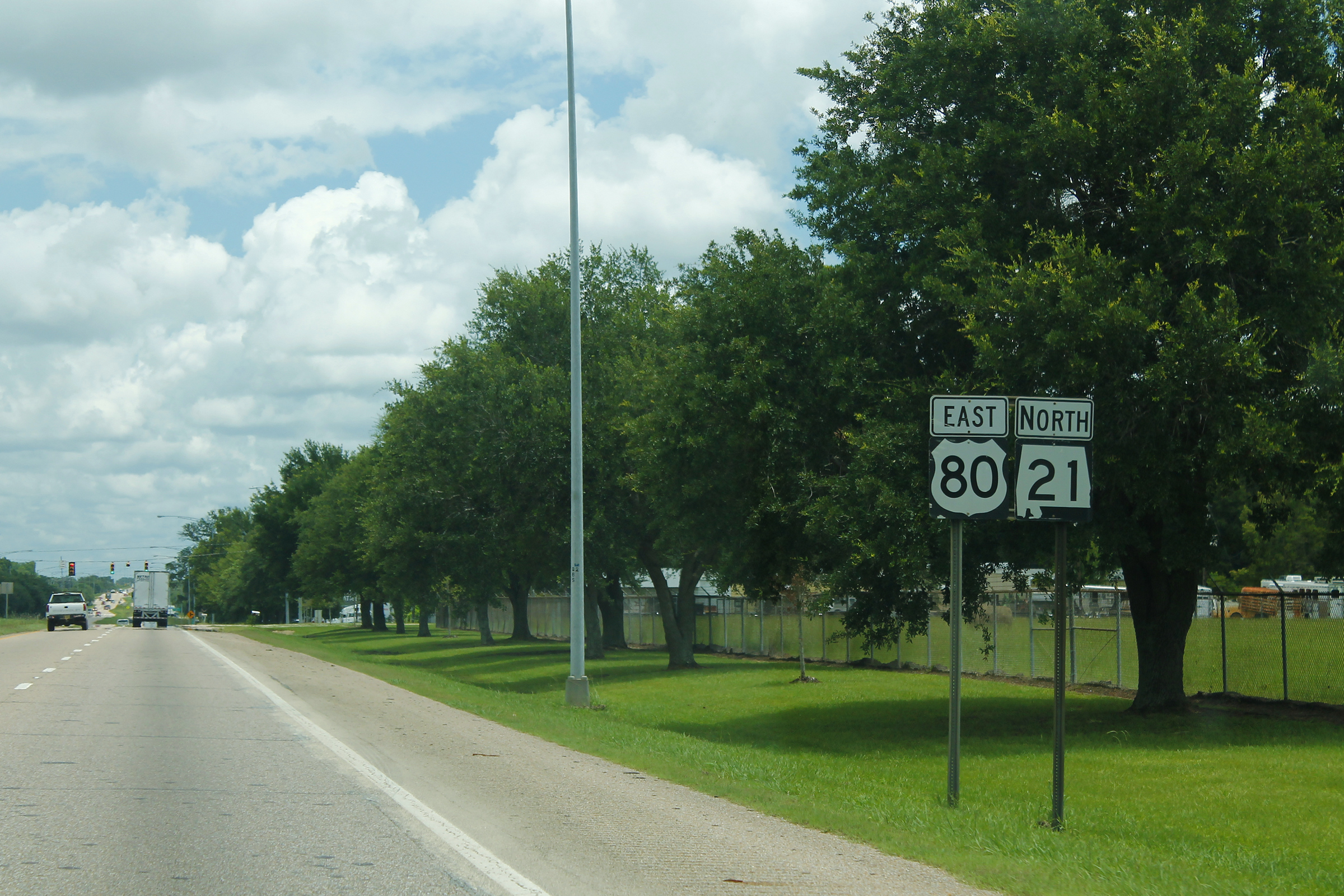
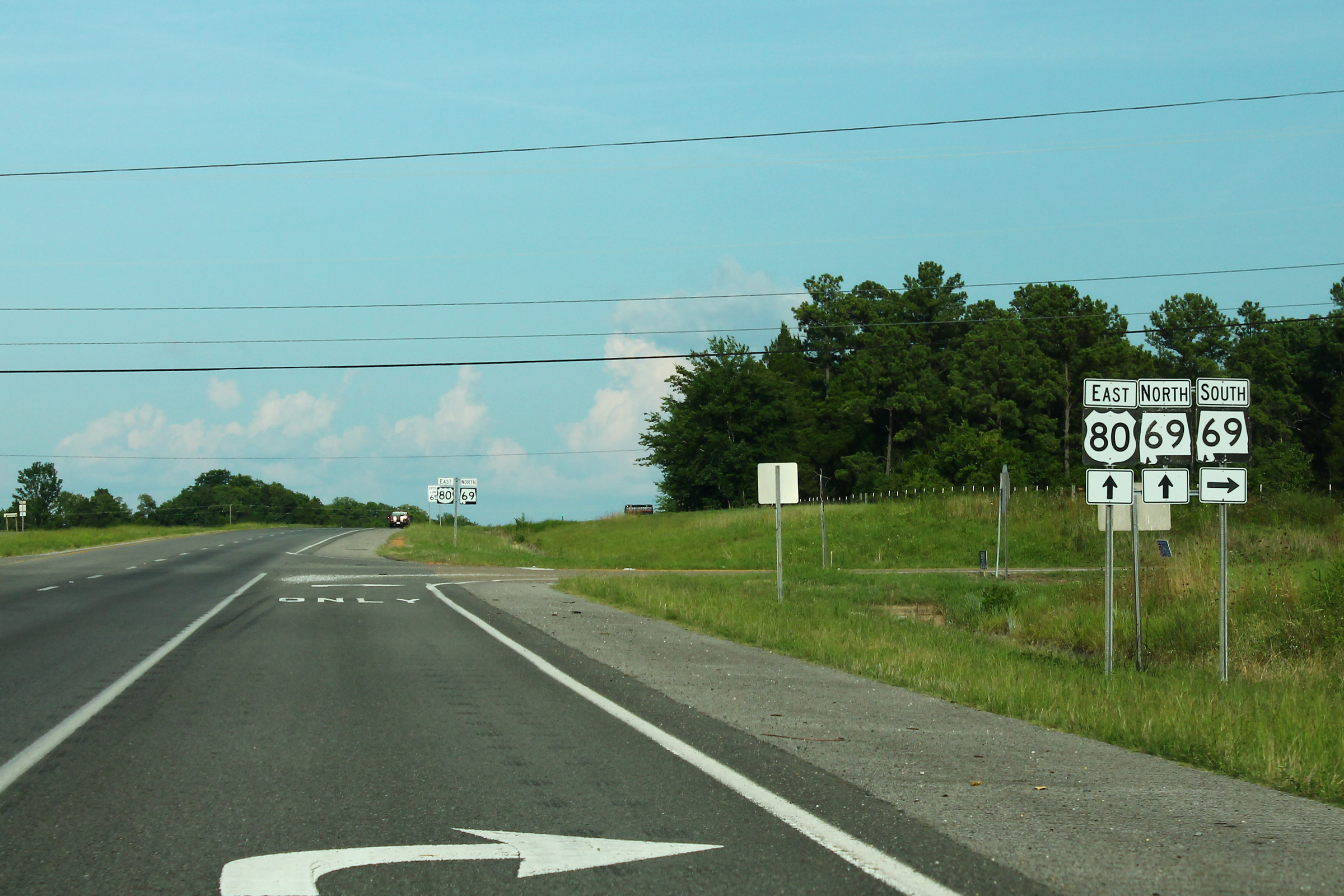
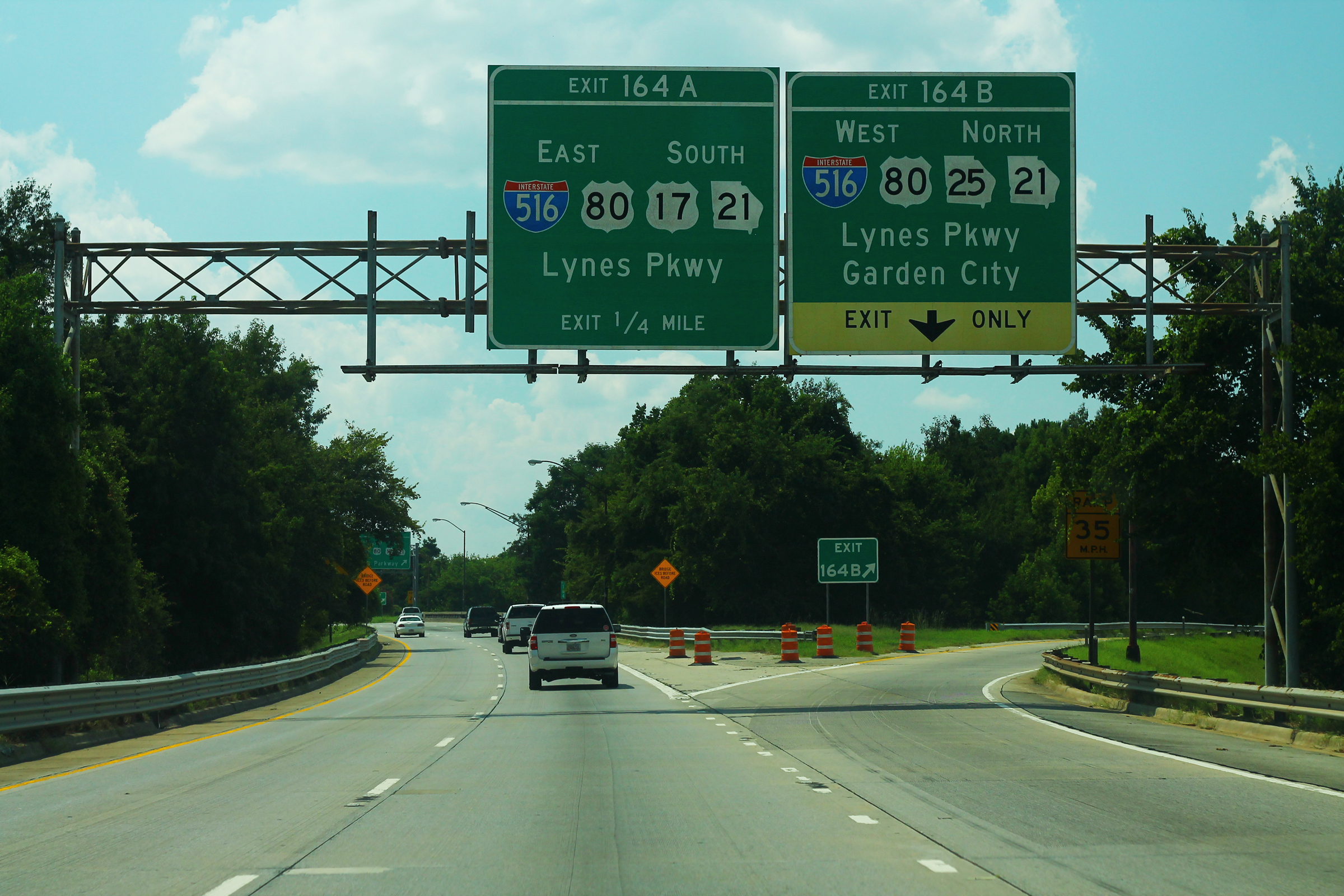
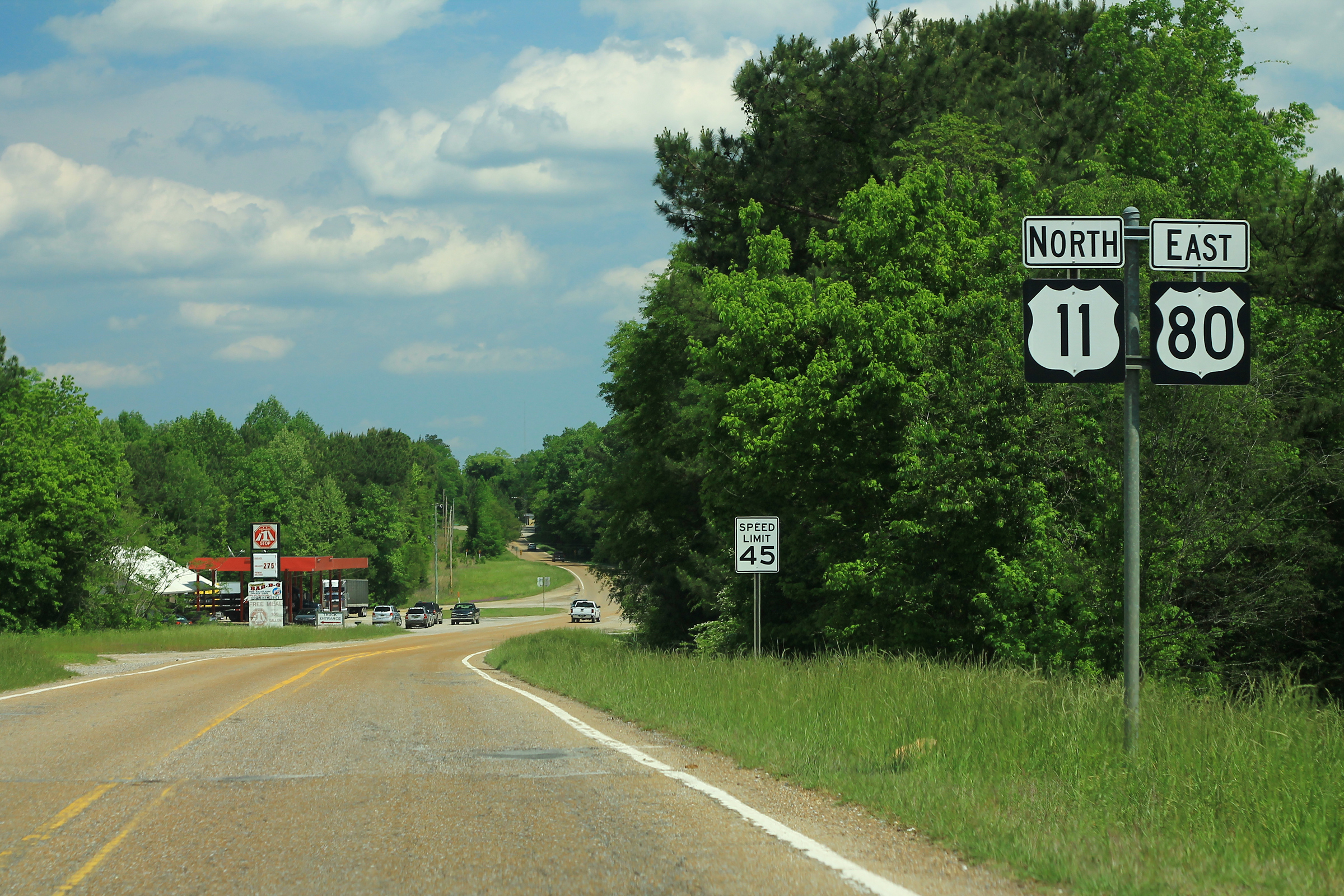